# Nahořany
Nahořany är en ort i Tjeckien. Den ligger i den nordöstra delen av landet, 120 km öster om huvudstaden Prag. Nahořany ligger 290 meter över havet och antalet invånare är 458.
Terrängen runt Nahořany är platt åt sydväst, men åt nordost är den kuperad.Runt Nahořany är det tätbefolkat, med 427 invånare per kvadratkilometer. Närmaste större samhälle är Nové Město nad Metují, 5,0 km öster om Nahořany. Trakten runt Nahořany består till största delen av jordbruksmark.